# Phoniscus jagorii
Phoniscus jagorii (Peters, 1866) è un pipistrello della famiglia dei Vespertilionidi diffuso nell'Ecozona orientale.

## Descrizione

### Dimensioni
Pipistrello di piccole dimensioni, con la lunghezza totale tra 89 e 95 mm, la lunghezza dell'avambraccio tra 35 e 42 mm, la lunghezza della coda tra 38 e 45 mm, la lunghezza del piede tra 8 e 10 mm, la lunghezza delle orecchie tra 14 e 17 mm e un peso fino a 11 g.

### Aspetto
La pelliccia è lunga e soffice. Le parti dorsali sono bruno-dorate con la base dei peli bruno-grigiastra scura, la parte centrale divisa in due bande giallo-brunastra e marrone scura e la punta dorata, mentre le parti ventrali sono più chiare con la punta dei peli più grigia. Gli avambracci e le dita sono ricoperti di corti peli gialli. Il muso è lungo, appuntito e con le narici ravvicinate. Gli occhi sono piccolissimi. Le orecchie sono lunghe, strette, ben separate, a forma di imbuto e con due concavità sul bordo posteriore, una appena sotto l'estremità arrotondata ed un'altra più superficiale a circa metà della sua lunghezza. Il trago è bianco, lungo, stretto, affusolato e con un profondo incavo alla base posteriore. Le ali sono attaccate posteriormente alla base delle dita dei piedi. La coda è lunga ed è completamente inclusa nell'ampio uropatagio. 

### Ecolocazione
Emette ultrasuoni ad alto ciclo di lavoro sotto forma di impulsi di breve durata a frequenza modulata iniziale di 154,4-184,8 kHz, finale di 61,6–76 kHz e massima energia a 79,2-117,6 kHz

## Biologia

### Alimentazione
Si nutre di insetti.

## Distribuzione e habitat
Questa specie è diffusa in Thailandia orientale, Vietnam centrale e settentrionale, Laos, Penisola malese centrale, Giava occidentale, Borneo meridionale e nord-orientale, Bali, Sulawesi settentrionale e sulle isole filippine di Samar e Bohol. Probabilmente è presente anche in Cambogia.
Vive nelle foreste pluviali di pianura, nelle foreste sempreverdi e secche di dipterocarpi.

## Conservazione
La IUCN Red List, considerato il vasto areale, classifica P.jagorii come specie a rischio minimo (Least Concern)).